# Boulogne-sur-Mer
Boulogne-sur-Mer település Franciaországban, Pas-de-Calais megyében, Étaplestől északra. Lakosainak száma 41 039 fő (2022. január 1.). Boulogne-sur-Mer Outreau, Le Portel, Saint-Martin-Boulogne, Wimereux és Wimille községekkel határos.

## Története

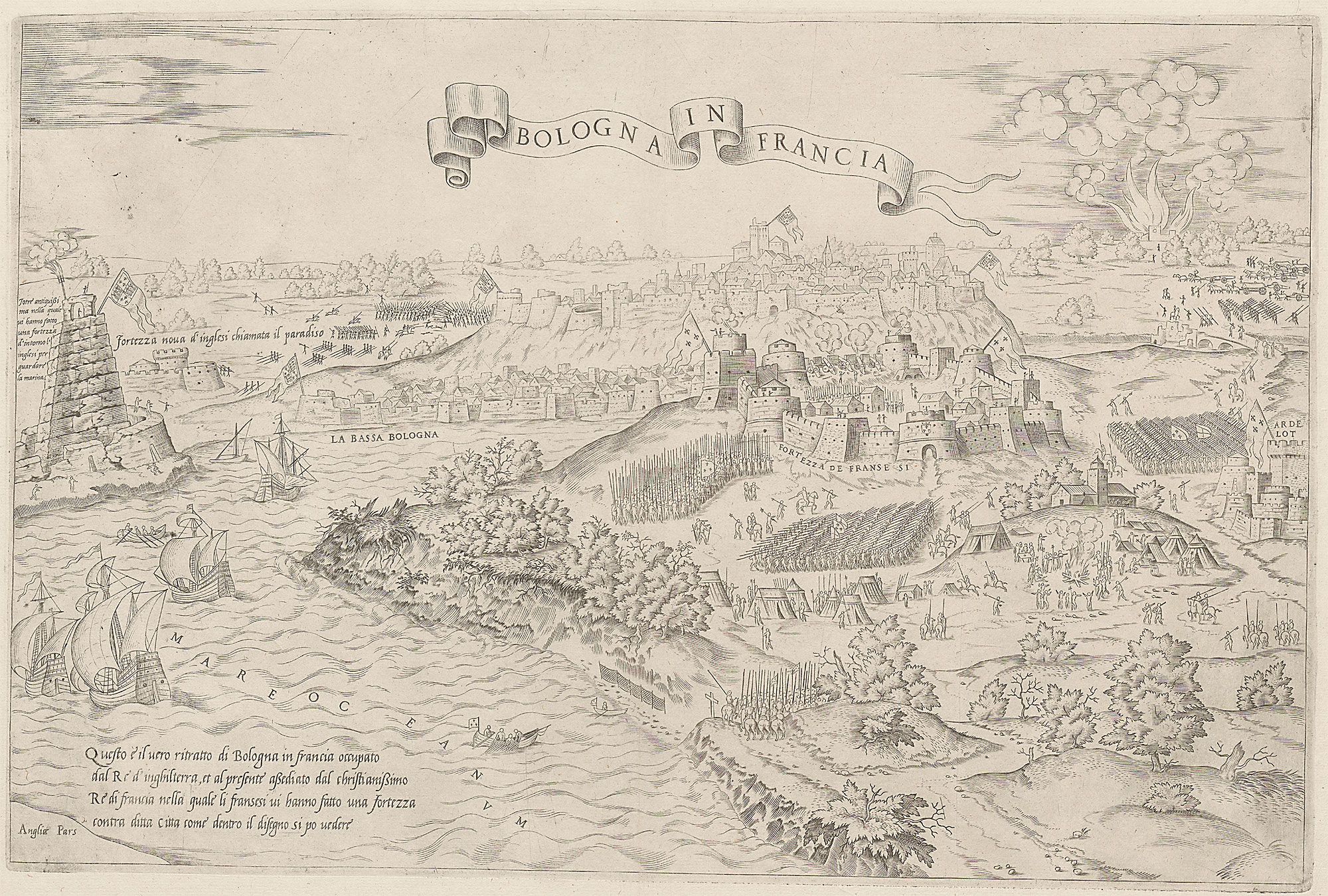
Boulogne láttképe a Pharoszi világítótorony másával 1550-ből

Eredetileg Gesoriacum kelta kikötő állt e helyen; a rómaiak Portus Itius vagy Portus Britannicus néven említették. A rómaiak alapították újonnan Bononia emlékére Bologna néven. A város stratégiai jelentőségű kikötőjében Caligula i. sz. 39-ben megépíttette az egyiptomi pharoszi világítótorony mását. Ez 1644-ben omlott össze egy földcsuszamlás miatt, romjai még 1930-ban is láthatóak voltak.
A 4. században a Római Birodalomban Bononia néven volt ismert. Kikötője Britannia és a kontinens közötti kapcsolat fő kikötőjének számított. Julius Caesar és Claudius is bázisként használta a várost Nagy-Britannia római inváziója idején.
A középkorban Boulogne volt az azonos nevű megye központja is. 918-ban itt vár is épült, melynek középkori maradványaiban ma múzeum található.
1567-1801 között Boulogne püspöki székhely is volt.
1905-ben a  városban tartották az első Eszperantó Világkongresszust is.

## Nevezetességek
- Boulogne-sur-Merben található Franciaország legnagyobb halászati kikötője.

- NAUSICAA tengeri akvárium a strand területén.

## Galéria

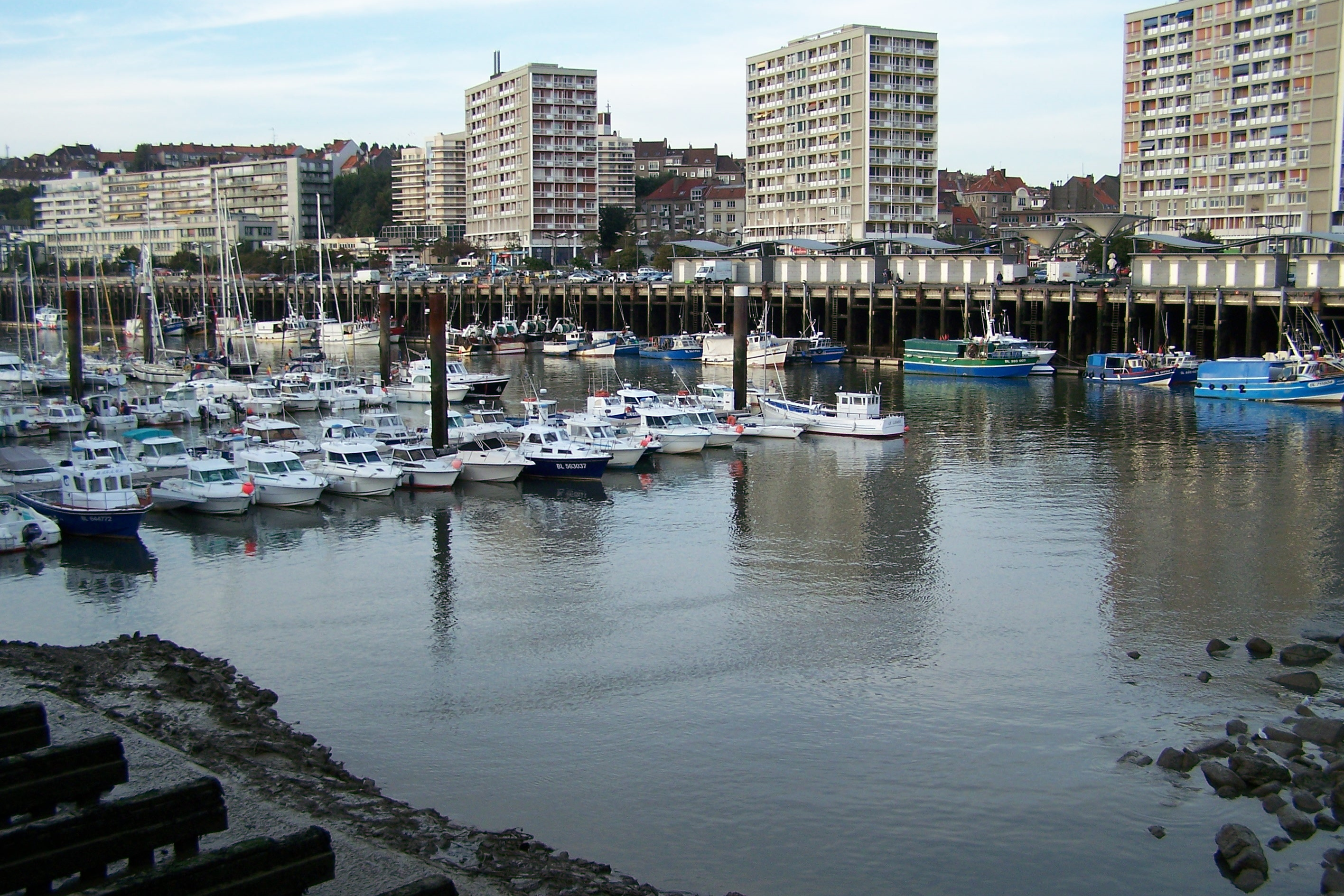
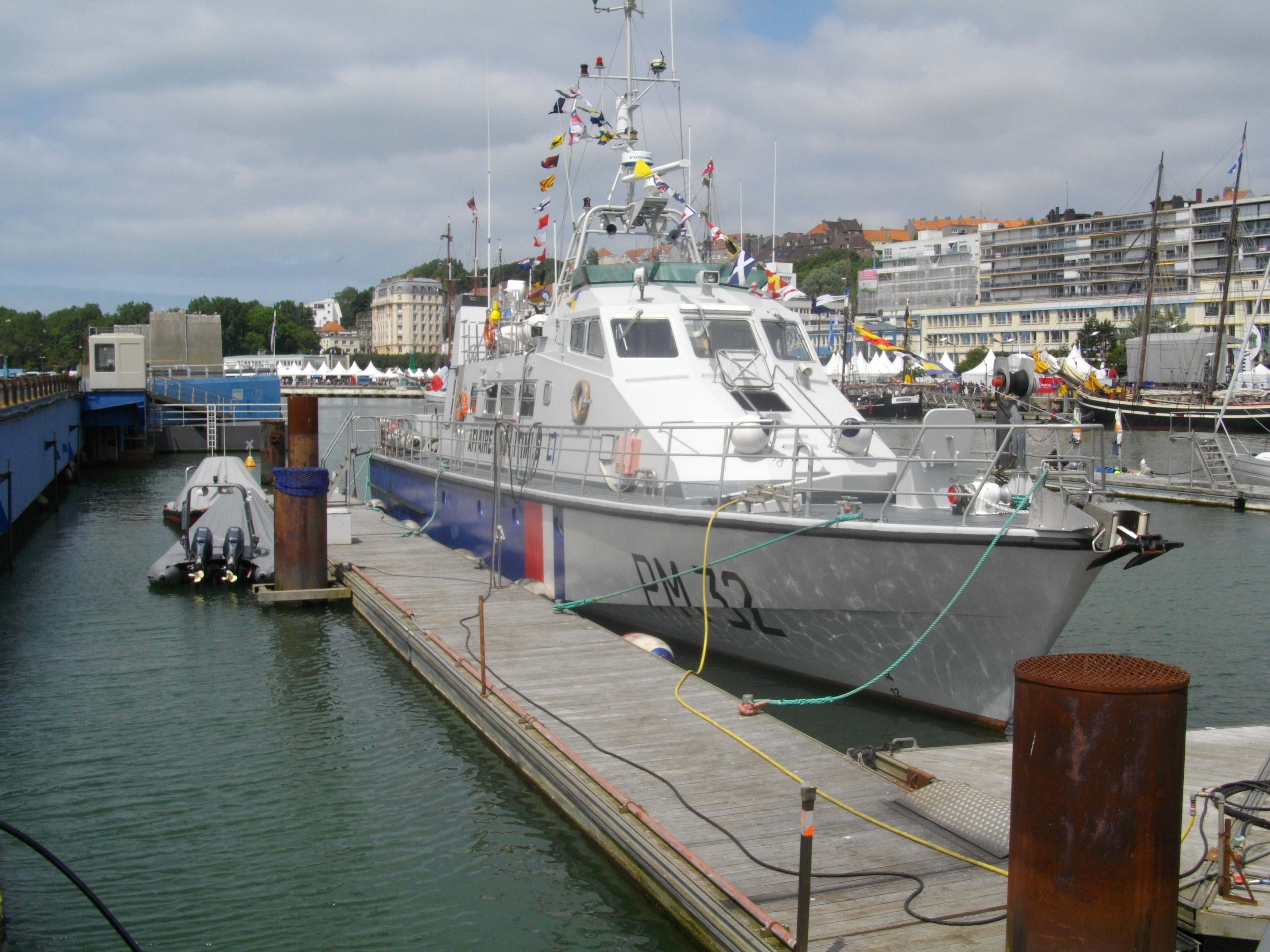
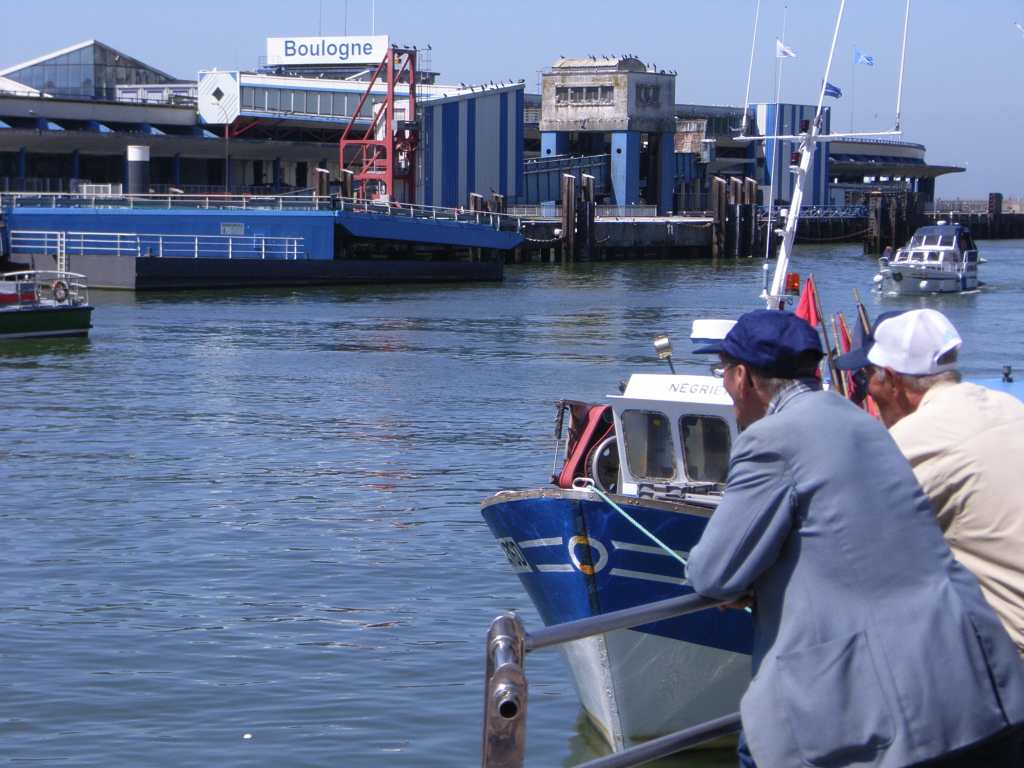
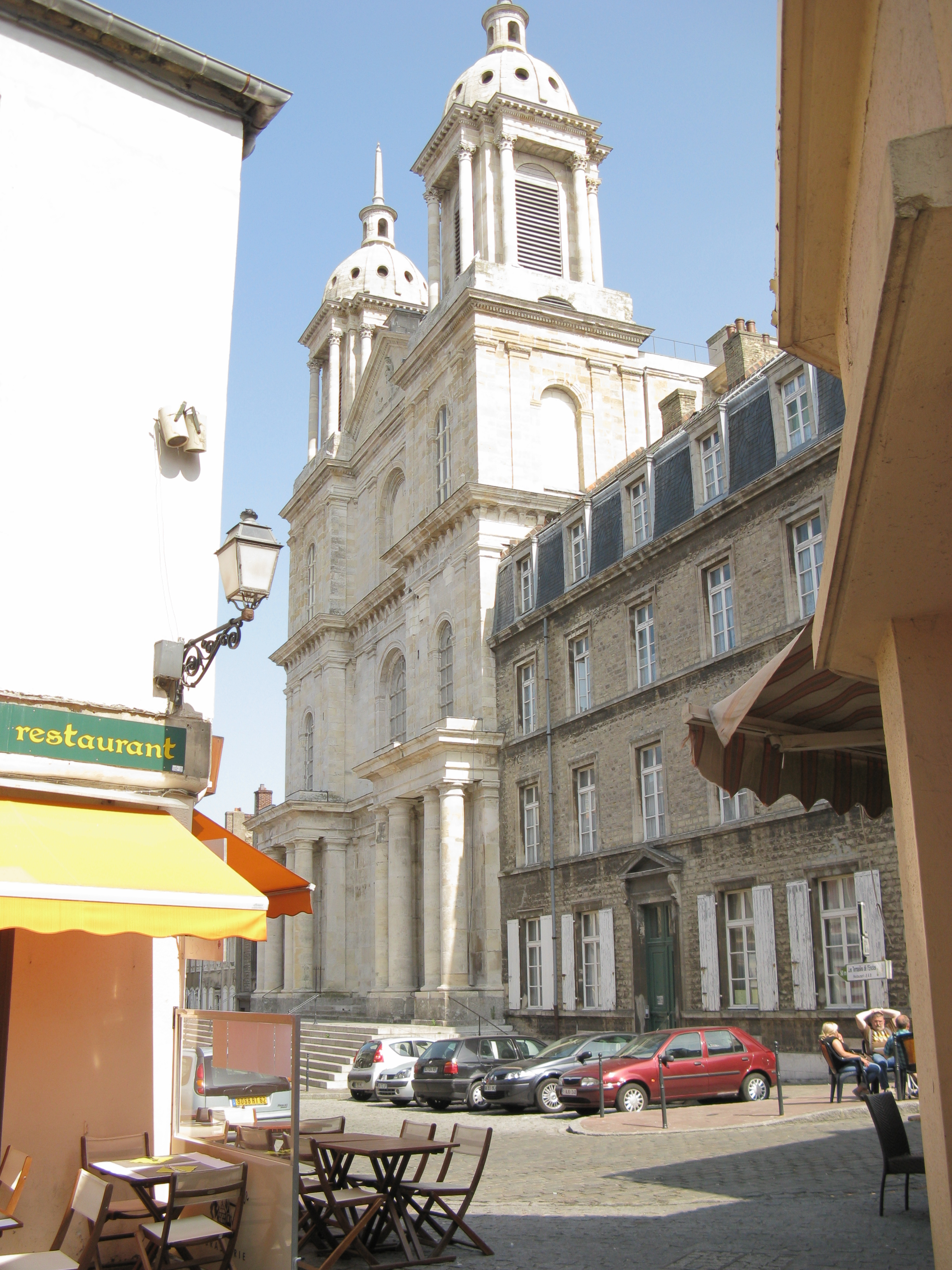
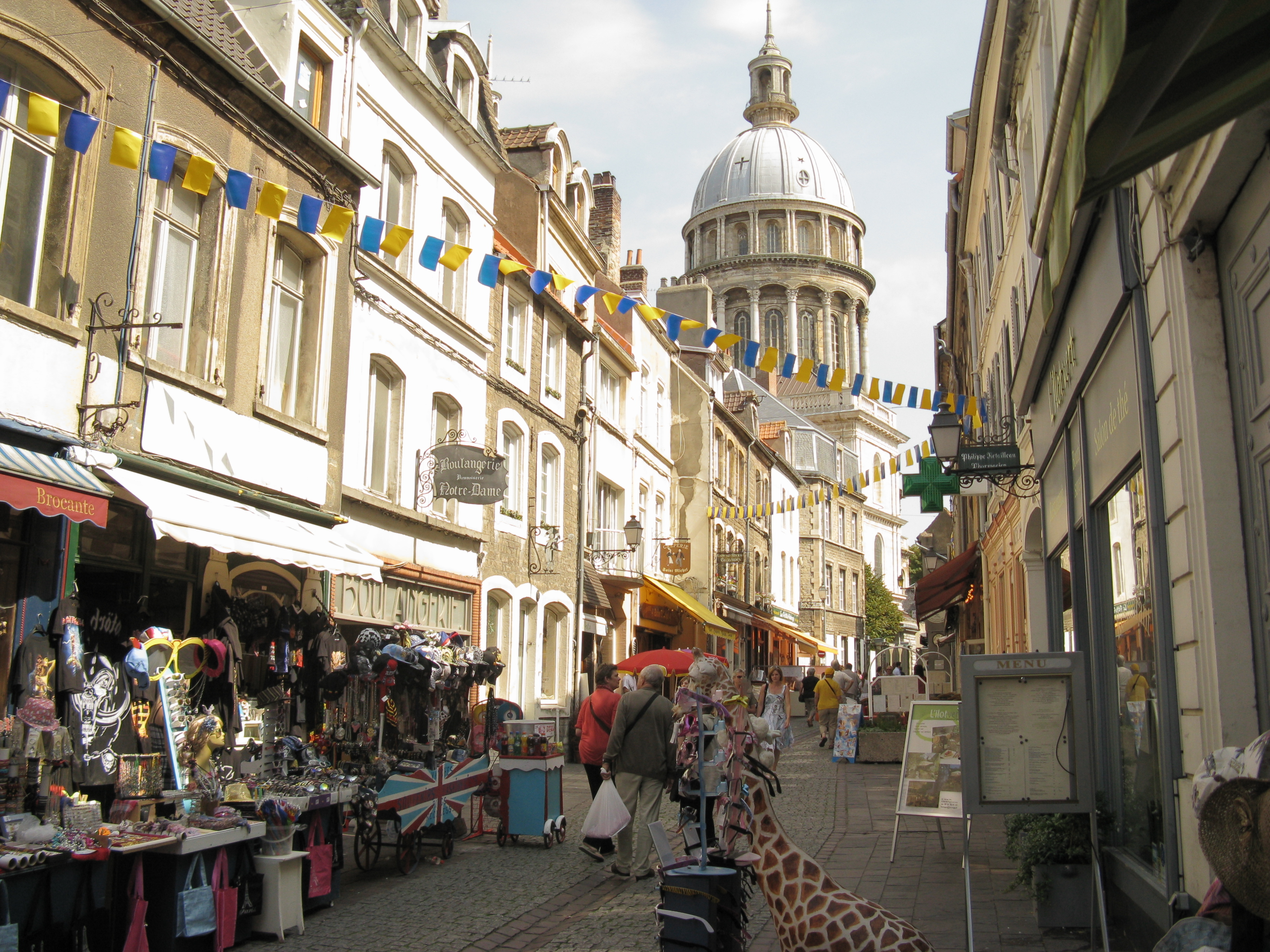
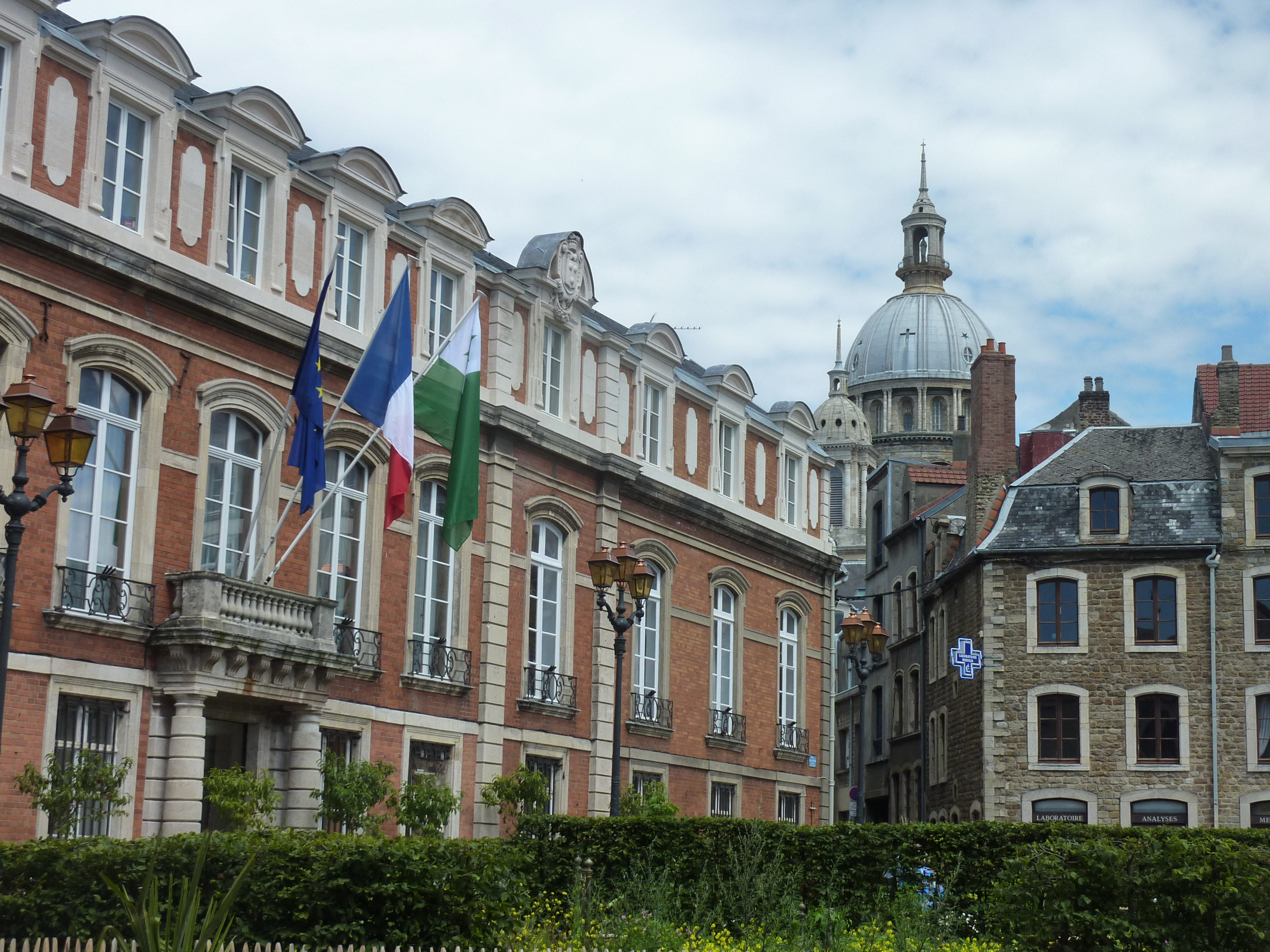
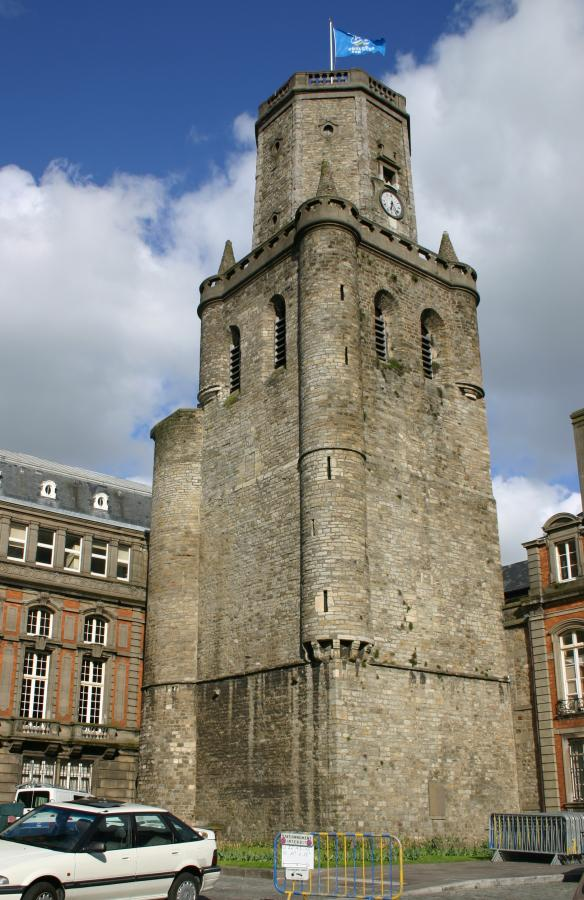
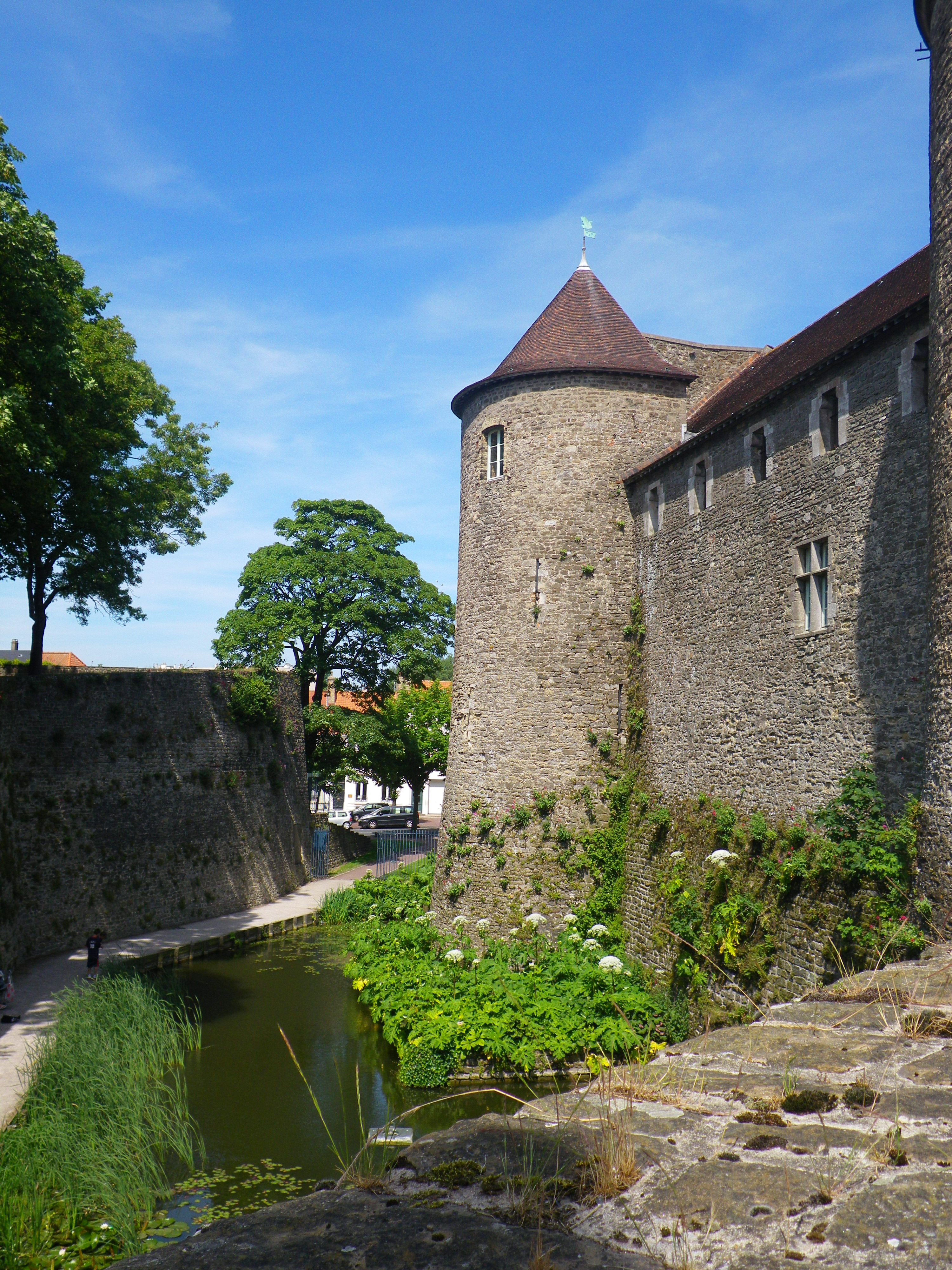
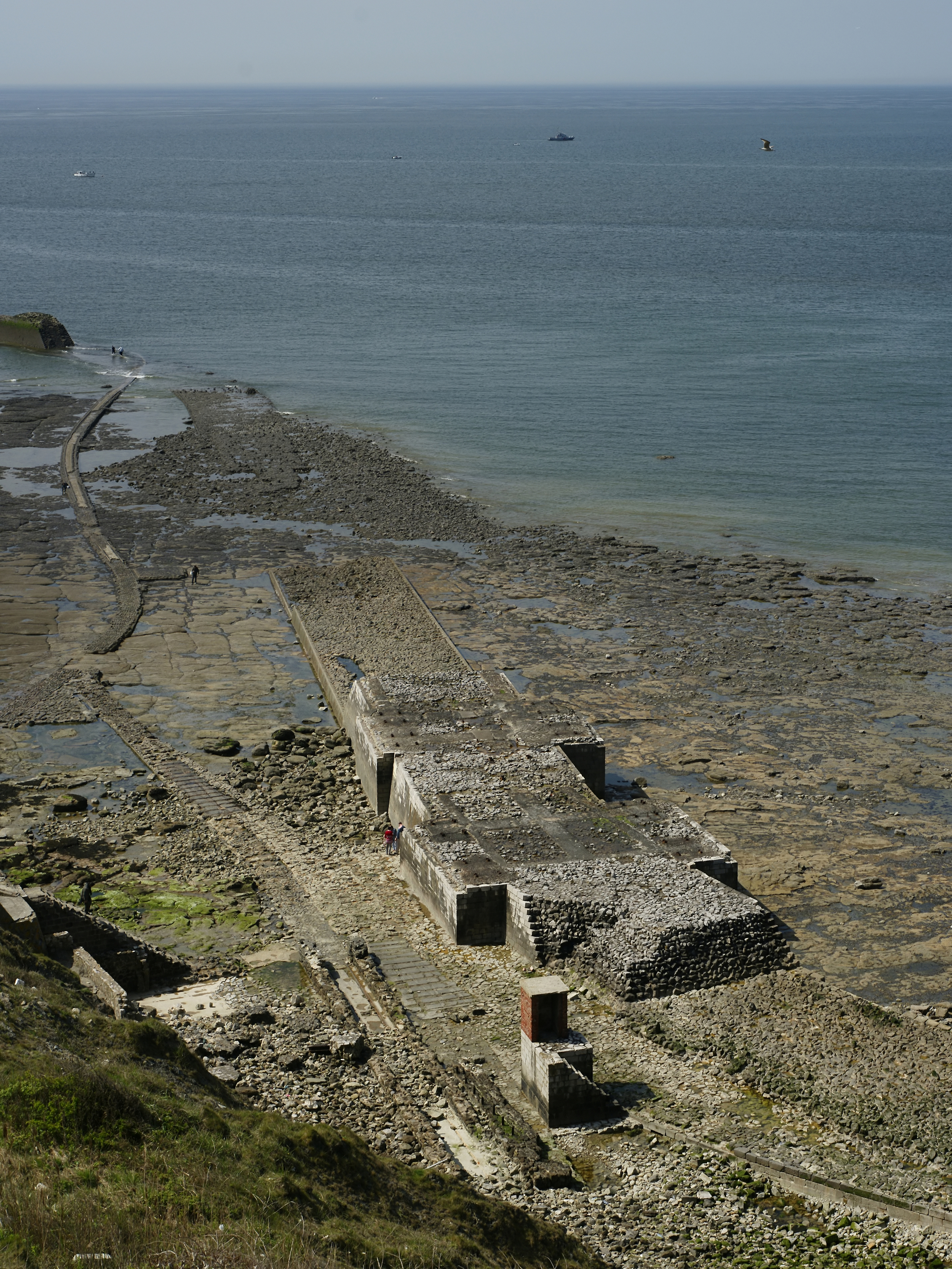
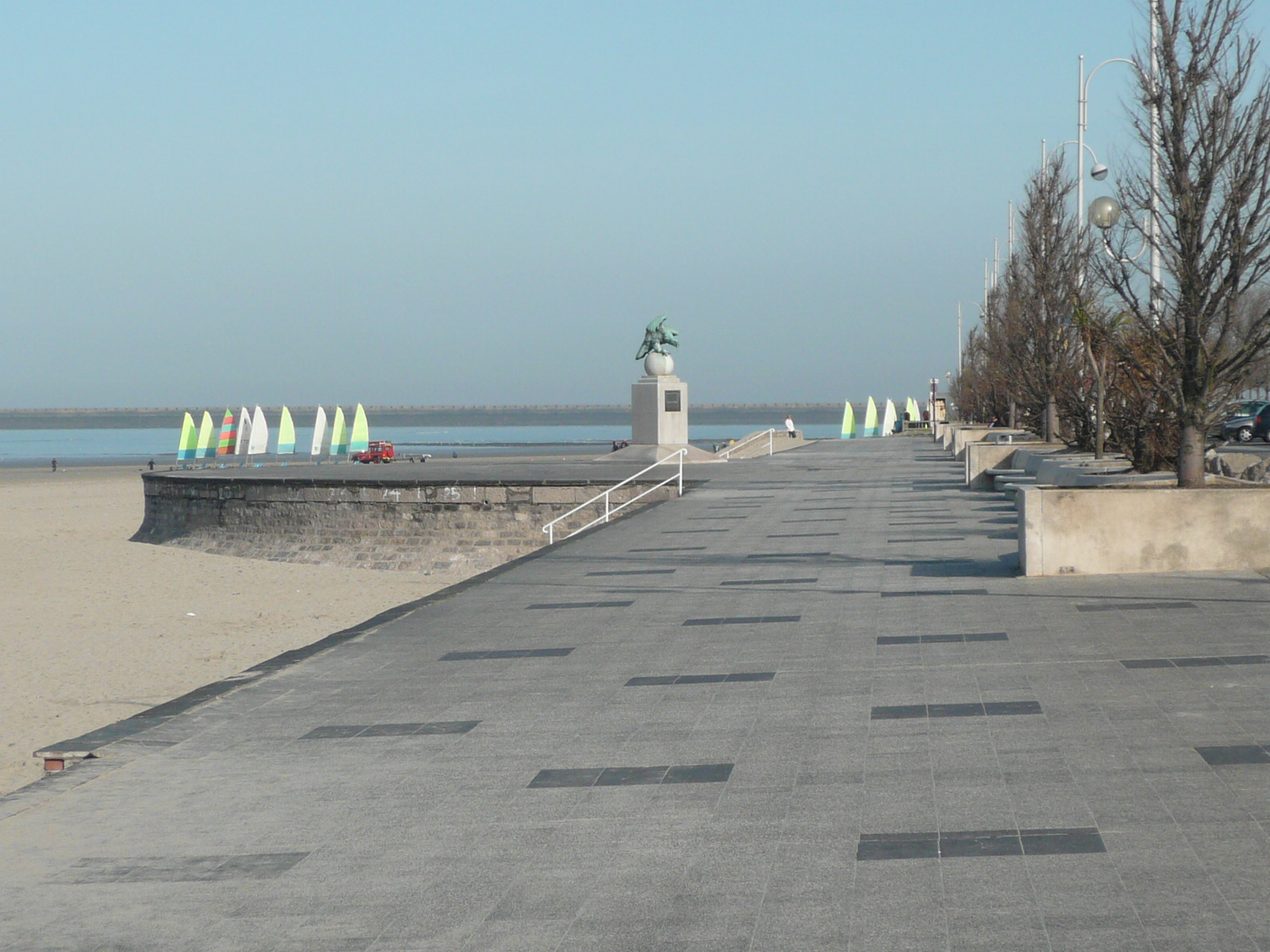
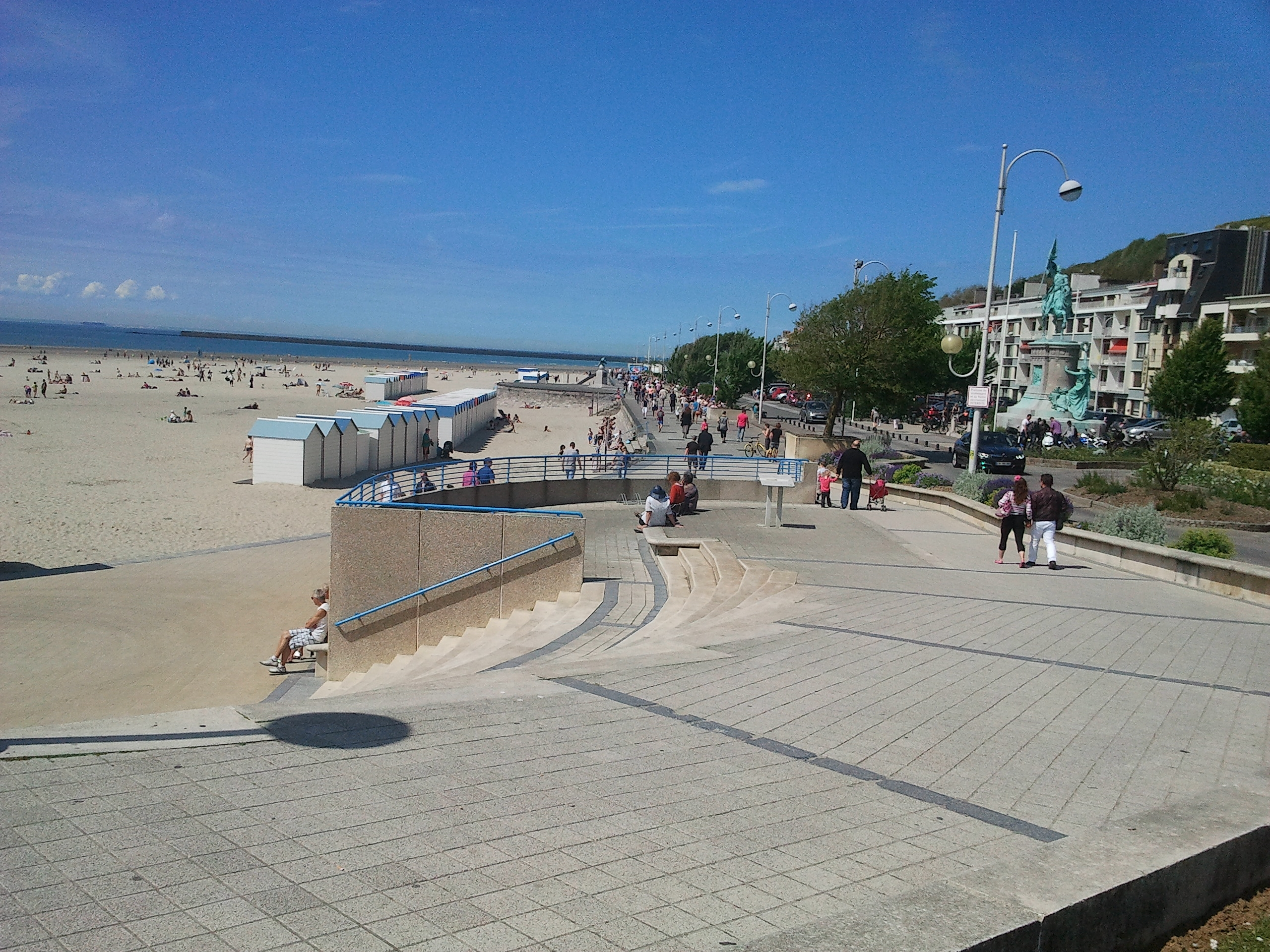
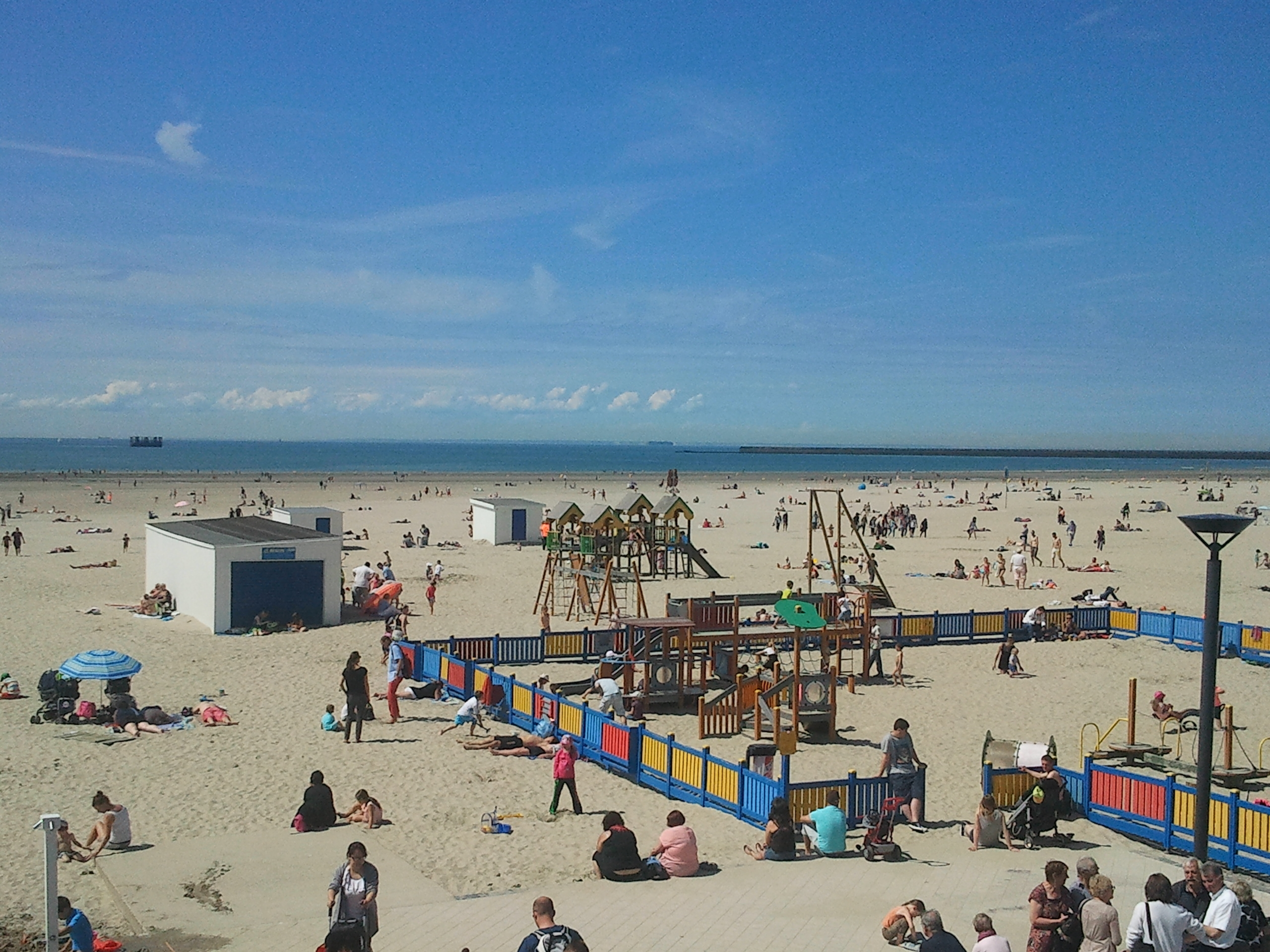